# Lugnet, Falun
Lugnet är ett område i östra Falun. Området hyser sju större sport- och idrottsarenor, camping, hotell, högskola, gymnasium samt flera privata företag. Lugnets naturreservat ligger alldeles bredvid och erbjuder motionsspår och friluftsliv i alla former. Allt detta finns inom en radie av 500 meter vilket gör Lugnet till en av Europas mest kompletta anläggningar för idrott, idrottsrelaterad utbildning och allmänt friluftsliv. Världsmästerskapen i nordisk skidsport 1954, 1974, 1993 och 2015 hölls på Lugnets skidstadion Samt ska hållas där 2027. Det skulle också ha varit huvudarena för OS 1988 och 1992 samt grenarna längdskidåkning, backhoppning och nordisk kombination skulle ha utförts i OS 2026 på Lugnet, i Sveriges ansökan till spelen.

## Sportanläggningen

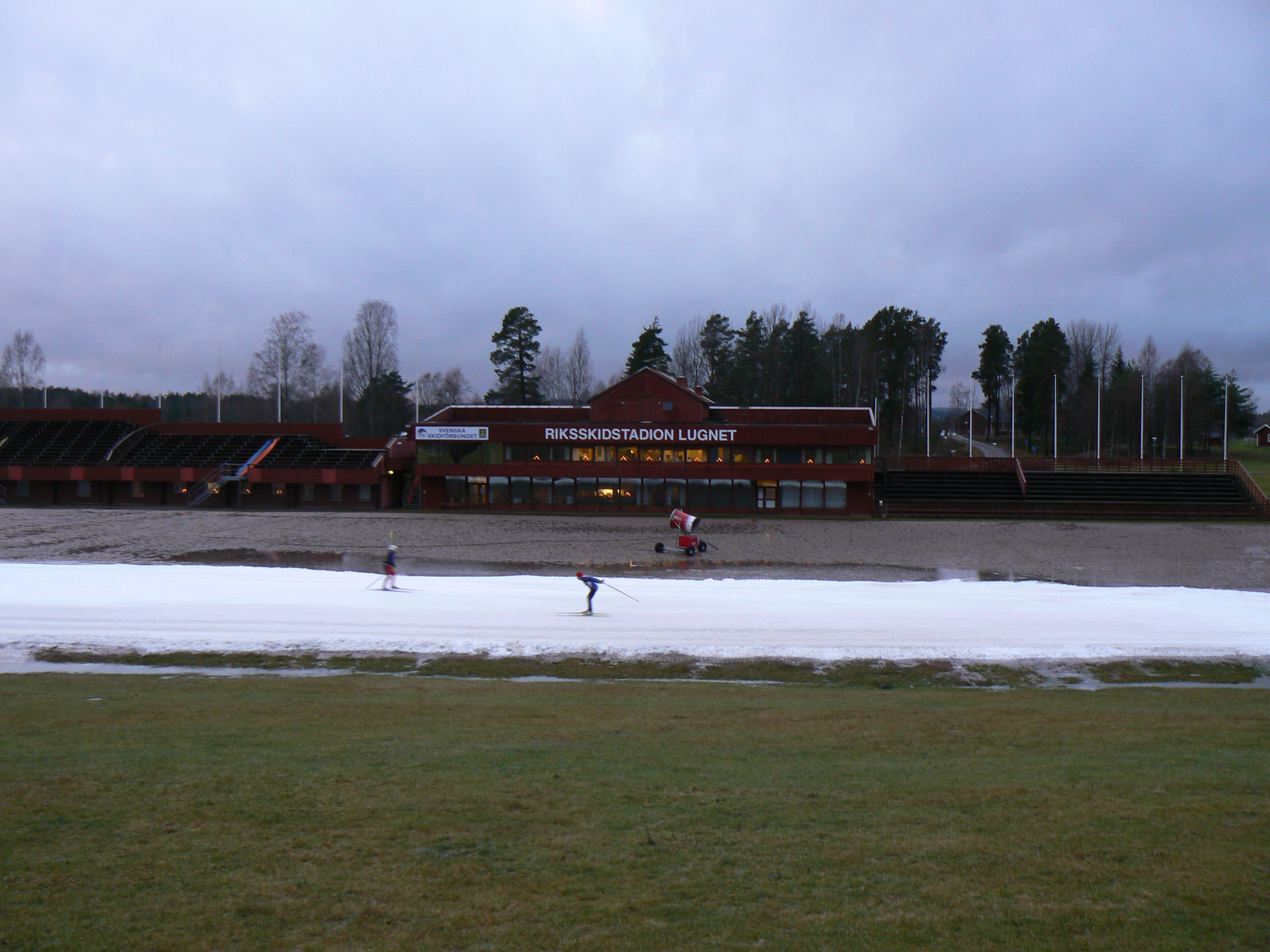
Tränande skidåkare på Riksskidstadion.

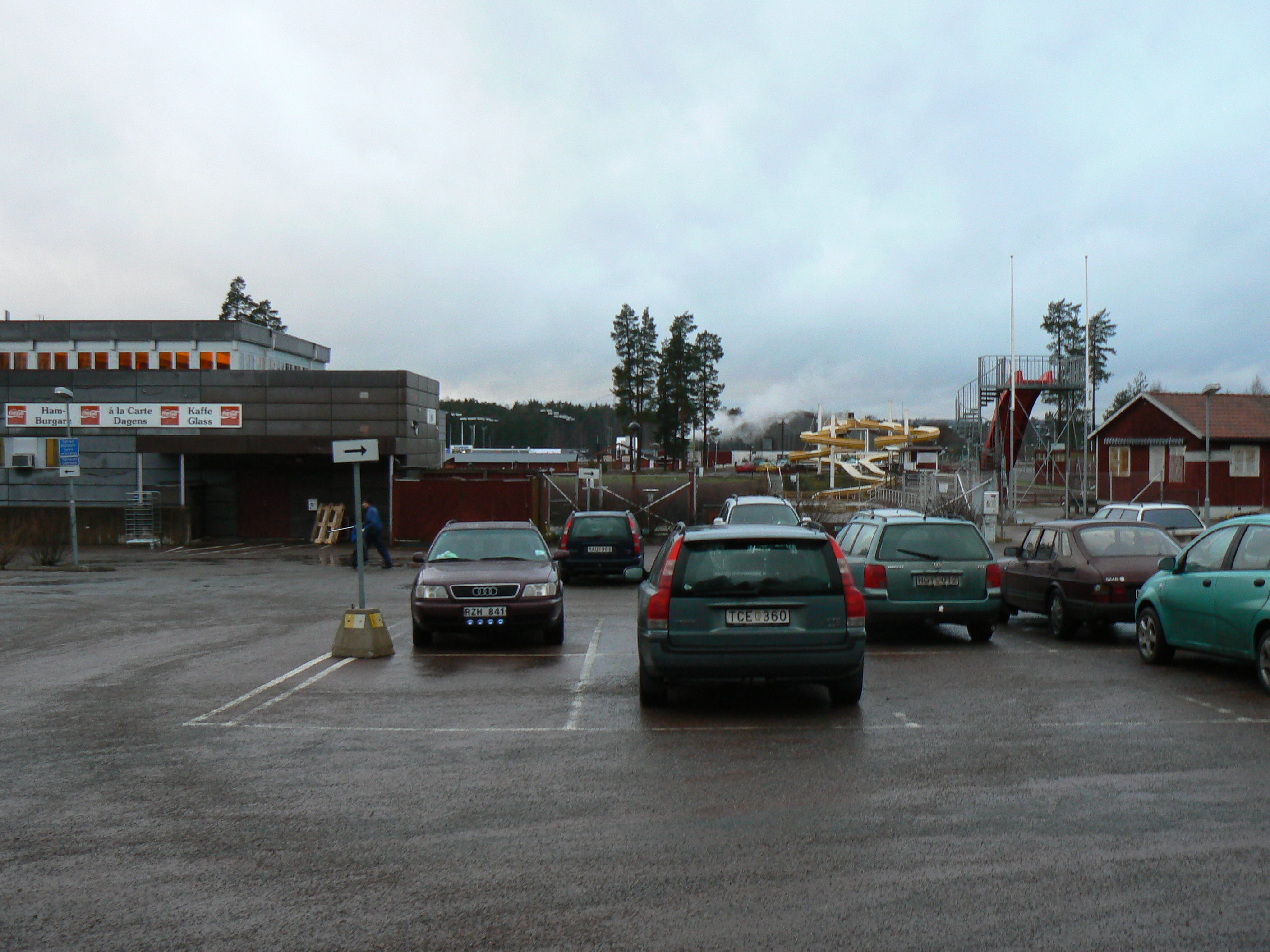
Till vänster syns här sport- och simhallen. Rakt fram skymtar utomhusbadets vattenrutschbana.

Lugnet är en omfattande fritidsanläggning i vilken det bland annat ingår riksskidstadion, hoppbackar, Lugnets isstadion, friidrottsstadion, tennishall, camping & stugby, utomhusbad, inomhusbad och ett antal idrottshallar. 
57 av Riksidrottsförbundets 67 specialidrottsförbund kan bedriva verksamhet inom området. 
Friidrottsanläggningen är träningsarena för bland andra tvillingsystrarna Jenny och Susanna Kallur och det idrottsgymnasium som bedrivs i samverkan med det närliggande Lugnetgymnasiet. 

### Lugnethallen
Lugnethallen som bland annat inkluderar inomhusbad, gymnastikhall och en stor inomhushall för idrott eller andra arrangemang (till exempel konserter, mässor eller liknande) är den till ytan största byggnaden. När hallen invigdes 1972 var då Skandinaviens största idrottshall, med sina 90×45,5 m.

### Alla På Plan Arena
Innebandyhallen Alla På Plan Arena, byggdes 2004–2005 och byggdes ut 2008. Den utgör hemmaarena för IBF Falun som har elitlag inom både dam- och herrserien.

### Lugnets isstadion
Lugnets isstadion är en anläggning med inom- och utomhusbanor för ishockey, curling och bandy, invigd 1975. Ishallen på Lugnets isstadion är en klassisk hockeyarena som byggdes om och renoverades under 2016. Hallen har en publikkapacitet på 4000 personer.
Även inlinehockey spelas i ishockeyhallen, när isen inte ligger på.
Bandyplanen intill ishockeyhallen utgör hemmaarena för Falu BS. En inomhusbandyplan ska byggas.
Lugnets bandyarena är en klassisk konstfrusen bandyarena med publikkapacitet för 4200 personer.

### Riksskidstadion
På riksskidstadion, byggd 1973 och renoverad 1993 och 2015, genomförs varje år Svenska skidspelen som ingår i längdåkningens världscuptävlingar. Dalarnas idrottsmuseum inhystes från början i Riksskidstadions byggnad men är flyttat till centrum i Falun.

### Hoppbackarna
Hoppbackarna, K 115 respektive K 90, är Faluns största backar för backhoppning. De är dessutom populära turistmål med sin goda utsikt över bygden. De byggdes 1973 inför VM 1974 och renoverades 1993 och 2014.
K 115s torn är 52 m högt (303 m ö.h.) och är en så kallad HS124-backe. Den mindre K 90 är en 22 meter hög HS98-backe, och har plastbeläggning för backhoppning sommartid. 
Matti Hautamäki (Finland) satte 13 mars 2002 backrekord i HS124-backen i det årets sista världscupstävling. I HS98-backen är backrekordet 105 meter, satt av Primož Peterka (Slovenien) 13 mars 1996 i en världscupstävling.

## Lugnetkyrkan
Huvudartikel: Lugnetkyrkan
Lugnetkyrkan är en frikyrka i Falun invigd 2013 med drygt 420 medlemmar och ansluten till samfundet Evangeliska Frikyrkan. 

## Lugnetgymnasiet
Lugnetgymnasiet är en gymnasieskola, invigd 1983. Den bekostades till 60% av statliga medel och 40% av Falu kommun. Skolöverstyrelsen bestämde att nettogolvarean skulle vara 9 619 m² och rymma 1 082 elever. Då kommunfullmäktige beslutat att skolan skulle byggas i en etapp blev bygget ett av de största projekten i stadens historia.